# Hollingen
Hollingen is een plaats in de Noorse gemeente Aukra, provincie Møre og Romsdal. Hollingen telt 265 inwoners (2007) en heeft een oppervlakte van 0,25 km².